# Lê Đức Thọ
Lê Ðức Thọ, geboren als Phan Đình Khải (14 oktober 1911 – 13 oktober 1990), was een Vietnamees generaal, diplomaat en politicus.
In 1930 hielp Lê Ðức Thọ bij de oprichting van de Indochinese Communistische Partij. Van 1930 tot 1936 en van 1939 tot 1944 werd hij door de Franse koloniale autoriteiten gevangengezet. Na zijn vrijlating in 1945 hielp hij leiding te geven aan de Vietminh, de Vietnamese onafhankelijkheidsbeweging tegen de Fransen. Hij was actief als organisator van de guerrilla in het zuiden van Vietnam. Nadat in 1954 de Akkoorden van Genève werden ondertekend, voegde hij zich bij het Lao Dong Politbureau van de Vietnamese Arbeidspartij (de huidige Communistische Partij van Vietnam).
In de jaren 60 nam Lê Ðức Thọ deel aan de onderhandelingen van de Parijse Akkoorden ter beëindiging van de Vietnamoorlog. Voor zijn inspanningen bij deze onderhandelingen werd hem in 1973, samen met de Amerikaanse Nationaal Veiligheidsadviseur en Minister van Buitenlandse Zaken Henry Kissinger, de Nobelprijs voor de Vrede toegekend. Lê Ðức Thọ weigerde de prijs in ontvangst te nemen omdat zijn land ondanks de akkoorden nog steeds in oorlog was.